# Maria Tesch

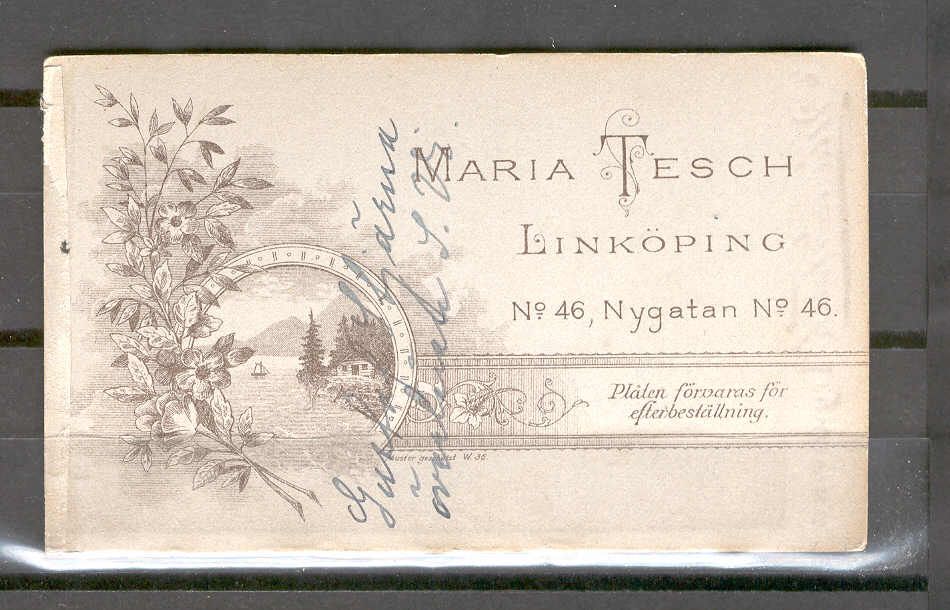
Tesch, 1911.

Hedvig Maria Tesch, född 23 juni 1850 i Eksjö stadsförsamling, död 5 april 1936 i Linköping, var en svensk ateljéfotograf, verksam i Linköping. Hon efterlämnade tusentals bilder som finns i samlingarna på Länsmuseet i Linköping (även kallat Östergötlands museum) samt i arkiv på Linköpings stifts- och landsbibliotek.
Tesch kom till Linköping år 1873 och startade snart därefter sin fotoateljé. År 1917 togs ateljén över av Anna Göransson. Tesch dog förmögen och testamenterade två fastigheter till välgörande ändamål i både Linköping och sin hemstad Eksjö.
Den samling av fotografier som finns i samlingarna på Länsmuseet i Linköping innehåller cirka 15 000 porträtt.
Maria Tesch är begravd på Gamla kyrkogården i Eksjö.